# Петков, Георги
Георги Петков (болг. Георги Петков; род. 14 марта 1976 или 14 апреля 1976, Пазарджик) — болгарский футболист, вратарь болгарского клуба «Славия».

## Карьера

### Славия София
Петков начал карьеру в софийской «Славии».

### Левски
В 2001 году за 400 тысяч долларов перешёл в Левски и установил рекорд по стоимости переходов болгарских вратарей. После ухода Димитара Иванкова стал основным голкипером.
В сезоне 2008/2009 стал капитаном своей команды.

### Эносис
Георгий Петков подписал контракт с Эносисом 21 января 2011 года, дебютировал против Эрмиса. Матч окончился со счетом 3:1 в пользу команды Петкова.

### Возвращение в Славию
Петков вернулся в «Славию» 22 июня 2012 года.
9 мая 2018 года в возрасте 42 лет Петков был назван лучшим игроком матча в финале Кубка Болгарии 2018 года против одной из своих бывших команд «Левски». Он сыграл важную роль в серии пенальти, проведенной после того, как команды сыграли 0:0, сделав два сейва.
12 июля 2018 года Петков был капитаном «Славии» в выездной победе со счетом 1:0 над финской командой «Ильвес» в первом квалификационном раунде Лиги Европы Европы, став самым возрастным болгарским футболистом, сыгравшим в матче европейского клубного турнира.

## Карьера в сборной
Петков сыграл 16 матчей за Болгарию в период с 1998 по 2009 года. Впервые он сыграл за сборную в товарищеском матче против Марокко со счетом 1:4 в декабре 1998 года. В октябре 2018 года, после 9-летнего отсутствия на сборах и через 20 лет после его дебюта Петр Хубчев вызвал его на матчи Лиги наций УЕФА против Кипра и Норвегии. 16 ноября 2018 года в выездной ничьей 1:1 с киприотами Петков стал самым возрастным голкипером Европы, сыгравшим в официальном матче своей сборной, в возрасте 42 лет и 248 дней. Предыдущим рекордсменом был Элиша Скотт, который играл за Северную Ирландию в возрасте 42 лет и 200 дней. Петков также сыграл 3 дня спустя против Словении (1:1).

## Достижения

### Клуб
- Левски
  - Чемпионат Болгарии (4): 2001/02, 2005/06, 2006/07, 2008/09
  - Кубок Болгарии (4): 2001/02, 2002/03, 2004/05, 2006/07
  - Суперкубок Болгарии (3): 2005, 2007, 2009
- Славия (София)
  - Кубок Болгарии (1): 2017/18

### Личные
- Вратарь года в Болгарии (4): 2002, 2007, 2008, 2018